# Спивак, Сергей
Серге́й Спива́к (рум. Serghei Spivac; род. 24 января 1995, Кишинёв, Молдавия) — молдавский боец смешанных единоборств, выступающий под эгидой UFC в тяжёлой весовой категории. Выступал на турнирах World Warriors Fighting Championship, Eagles Fighting Championship, N1 Pro Nomad MMA и Real Fight Promotion. Бывший чемпион WWFC (World Warriors Fighting Championship). Занимает 8 строчку официального рейтинга UFC в тяжёлом весе.

## Карьера в смешанных единоборствах

### Ранние годы
Знакомство Сергея с ММА произошло ещё в раннем детстве — они с отцом увлекались просмотром поединков Фёдора Емельяненко, пристально наблюдая за карьерой легендарного бойца. Спивак начал с джиу-джитсу, к которому вскоре добавились бокс и дзюдо. Как рассказывает сам Спивак Особую роль в его становлении, и как бойца, и как личности, сыграл отец, всячески поощрявший увлечение сына.

Для меня единственный и настоящий пример в жизни — мой отец. Он настоящий мужчина. Всё, чего я достиг, — это заслуга моего отца, — с благодарностью отмечает Сергей.— 

### Начало Карьеры
Сергей Спивак дебютировал в ММА в сентябре 2014 года в украинском промоушене Real Fight Promotion, в 19 лет. Его первым соперником стал Андрей Серебряников. Спивак победил техническим нокаутом в первом раунде. После этого дважды выступил в промоушене WWFC победив своих соперников болевыми приёмами.
Далее провел по бою в промоушенах N1 Pro Nomad MMA и Eagles Fighting Championship, где так же одержал победы.

### Выступление и чемпионство в WWFC
Весной 2017 года вновь выступил в промоушене WWFC, победив Люка Мортона нокаутом в первом раунде. После этого завоевал вакантный титул чемпиона в тяжелом весе, задушив Тревиса Фултона в первом раунде. Далее дважды успешно защитит титул, победив Иво Цука техническим нокаутом в первом раунде и Тони Лопеса болевым приёмом в первом раунде, соответственно.

### Выступление вUltimate Fighting Championship
Спивак дебютировал в UFC 4 мая 2019 года на турнире UFC Fight Night 151 против Уолта Харриса, заменив изначального соперника Харриса, Алексея Олейника. Спивак потерпел первое поражение в своей карьере техническим нокаутом уже на первой минуте первого раунда. 5 октября 2019 года Спивак провёл свой второй поединок в UFC. Сергей победил Тая Туивасу удушающим приёмом во втором раунде. Третий бой в UFC Сергей провел 29 февраля 2020 года на турнире UFC Fight Night: Benavidez vs. Figueiredo, уступив единогласным решением судей Марчину Тыбуре. 19 июля 2020 года на турнире UFC Fight Night: Benavidez vs. Figueiredo 2, Спивак провёл свой очередной бой в UFC соперником стал дебютант лиги, непобежденный Карлос Фелипе. Первые два раунда прошли в ровной борьбе, а в третьем Сергей с первых секунд перевёл соперника в партер и до конца боя уверенно контролировал и разбивал бразильца. В итоге Спивак победил решением большинства судей (28-28, 29-27, 29-27) . 20 февраля 2021 года Спивак провел свой пятый бой в UFC. На турнире UFC Fight Night 185: Блэйдс — Льюис Спивак победил Джареда Вандеру техническим нокаутом во втором раунде. 19 июня 2021 на турнире UFC on ESPN: The Korean Zombie vs. Ige в близком бою победил опытного Алексея Олейника единогласным решением судей. 4 сентября 2021 выйдя на недельном уведомлении (заменив Сергея Павловича, у которого возникли проблемы с визой), встретился с Томом Аспиналлом на турнире UFC on ESPN: Брансон — Тилл. Сергей проиграл в середине первого раунда техническим нокаутом. 5 марта 2022 года Спивак встретился с Грегом Харди на UFC 272. Уже в начале поединка Спивак провел успешный тейкдаун и не позволял сопернику вернуться в стойку. Вскоре Сергей вышел в позицию маунт, откуда нанес серию тяжелых ударов, после которых рефери остановил бой. Поединок продлился две минуты и 16 секунд.
7 августа 2022 года Спивак встретился с Аугусто Сакаем на UFC Fight Night: Сантус vs. Хилл. Сергей победил техническим нокаутом во втором раунде.
4 февраля 2023 года Спивак в главном бою вечера на турнире UFC Fight Night: Льюис vs. Спивак победил Деррика Льюиса удушающим приемом (Ручной треугольник) в первом раунде. За эту победу Сергей получил свой первый бонус в UFC.
2 сентября 2023 года встретился с Сирилом Ганом в главном бою вечера на турнире UFC Fight Night: Ган vs. Спивак во Франции. Сергей проиграл бой во втором раунде техническим нокаутом. 
10 августа 2024 года Спивак на турнире UFC on ESPN: Стрикленд vs. Магомедов победил Марчин Тыбуру болевым приемом (армбар) в первом раунде. За эту победу Спивак получил второй бонус в UFC за выступление вечера.
19 января 2025 года Спивак встретился с Жаилтоном Алмейдой на UFC 311. Спивак проиграл бой техническим нокаутом в конце второго раунда.

## Титулы и достижения

### WWFC (World Warriors Fighting Championship)
- Чемпион WWFC (2 защиты титула)

### UFC
- Бонус «Выступление вечера» (два раза) — против Деррика Льюиса и Марчина Тыбуры.

## Статистика ММА
| Боёв 23  | Побед 17 | Поражений 6 |
| -------- | -------- | ----------- |
| Нокаутом | 7        | 4           |
| Сдачей   | 8        | 0           |
| Решением | 2        | 2           |

| Результат | Рекорд | Соперник             | Способ                               | Турнир                                      | Дата             | Раунд | Время | Место                   | Примечание                                   |
| --------- | ------ | -------------------- | ------------------------------------ | ------------------------------------------- | ---------------- | ----- | ----- | ----------------------- | -------------------------------------------- |
| Поражение | 17-6   | Вальдо Кортес-Акоста | Единогласное решение                 | UFC 316                                     | 7 июня 2025      | 3     | 5:00  | Ньюарк, Нью-Джерси, США |                                              |
| Поражение | 17-5   | Жаилтон Алмейда      | TKO (удары)                          | UFC 311                                     | 19 января 2025   | 2     | 4:53  | Лос-Анджелес, США       |                                              |
| Победа    | 17-4   | Марчин Тыбура        | Сдача (Армбар)                       | UFC on ESPN: Стрикленд vs. Магомедов        | 10 августа 2024  | 1     | 1:44  | Лас-Вегас, США          | Выступление вечера (2)                       |
| Поражение | 16-4   | Сирил Ган            | TKO (удары)                          | UFC Fight Night: Ган vs. Спивак             | 2 сентября 2023  | 2     | 3:44  | Париж, Франция          |                                              |
| победа    | 16-3   | Деррик Льюис         | Сдача (ручной треугольник            | UFC Fight Night: Льюис vs. Спивак           | 4 февраля 2023   | 1     | 3:05  | Лас-Вегас, Невада, США  | Выступление вечера (1)                       |
| Победа    | 15-3   | Аугусто Сакаи        | TKO (удары руками)                   | UFC Fight Night: Сантус vs. Хилл            | 7 августа 2022   | 2     | 3:42  | Лас-Вегас, Невада, США  |                                              |
| Победа    | 14-3   | Грег Харди           | TKO (удары руками)                   | UFC 272                                     | 5 марта 2022     | 1     | 2:16  | Лас-Вегас, США          |                                              |
| Поражение | 13-3   | Том Аспиналл         | TKO (удары руками)                   | UFC on ESPN: Brunson vs. Till               | 4 сентября 2021  | 1     | 2:30  | Лас-Вегас, США          |                                              |
| Победа    | 13-2   | Алексей Олейник      | Единогласное решение                 | UFC on ESPN: The Korean Zombie vs. Ige      | 19 июня 2021     | 3     | 5:00  | Лас-Вегас, США          |                                              |
| Победа    | 12-2   | Джаред Вандераа      | TKO (удары руками)                   | UFC Fight Night: Blaydes vs. Lewis          | 20 февраля 2021  | 2     | 4:32  | Лас-Вегас, США          |                                              |
| Победа    | 11-2   | Карлос Фелипе        | Решение большинства                  | UFC Fight Night: Figueiredo vs. Benavidez 2 | 19 июля 2020     | 3     | 5:00  | Абу-Даби, ОАЭ           |                                              |
| Поражение | 10-2   | Марчин Тыбура        | Единогласное решение                 | UFC Fight Night: Benavidez vs. Figueiredo   | 29 февраля 2020  | 3     | 5:00  | Норфолк, США            |                                              |
| Победа    | 10-1   | Тай Туиваса          | Удушающий приём (ручной треугольник) | UFC 243                                     | 5 октября 2019   | 2     | 3:14  | Мельбурн, Австралия     |                                              |
| Поражение | 9-1    | Уолт Харрис          | Технический нокаут (удары)           | UFC Fight Night: Iaquinta vs. Cowboy        | 4 мая 2019       | 1     | 0:50  | Оттава,Онтарио, Канада  | Дебют в UFC.                                 |
| Победа    | 9-0    | Тони Лопес           | Болевой приём (ущемление шеи)        | WWFC 12                                     | 29 сентября 2018 | 1     | 4:12  | Киев, Украина           | Защитил the WWFC в тяжелом весе.             |
| Победа    | 8-0    | Иво Цук              | TKO (удары)                          | WWFC 10                                     | 24 марта 2018    | 1     | 2:21  | Киев, Украина           | Защитил (1) the WWFC в тяжелом весе.         |
| Победа    | 7-0    | Тревис Фултон        | Сдача (Удушение сзади)               | WWFC: Cage Encounter 7                      | 14 июня 2017     | 1     | 2:50  | Киев, Украина           | Выиграл вакантный титул WWFC в тяжелом весе. |
| Победа    | 6-0    | Люк Мортон           | KO (удары)                           | WWFC: Cage Encounter 6                      | 29 марта 2017    | 1     | 0:40  | Киев, Украина           |                                              |
| Победа    | 5-0    | Артём Черков         | KO (удар в голову)                   | Eagles Fighting Championship                | 27 февраля 2016  | 1     | 1:52  | Кишинёв, Молдова        |                                              |
| Победа    | 4-0    | Дмитрий Микуца       | Болевой приём (рычаг локтя)          | N1 Pro: MMA Nomad                           | 4 октября 2015   | 2     | 4:34  | Караганда, Казахстан    |                                              |
| Победа    | 3-0    | Юрий Горбенко        | Болевой приём (рычаг локтя)          | WWFC: Ukraine Selection 4                   | 31 января 2015   | 1     | 3:38  | Киев, Украина           |                                              |
| Победа    | 2-0    | Евгений Бова         | Болевой приём (кимура)               | WWFC: Ukraine Selection 1                   | 19 ноября 2014   | 1     | N/A   | Львов, Украина          |                                              |
| Победа    | 1-0    | Андрей Серебряников  | Технический нокаут (удары)           | RFP: Galychyny Cup                          | 28 сентября 2014 | 1     | 4:31  | Львов, Украина          | Дебют в тяжелом весе.                        |